# Palazzo Spinelli (Naples)

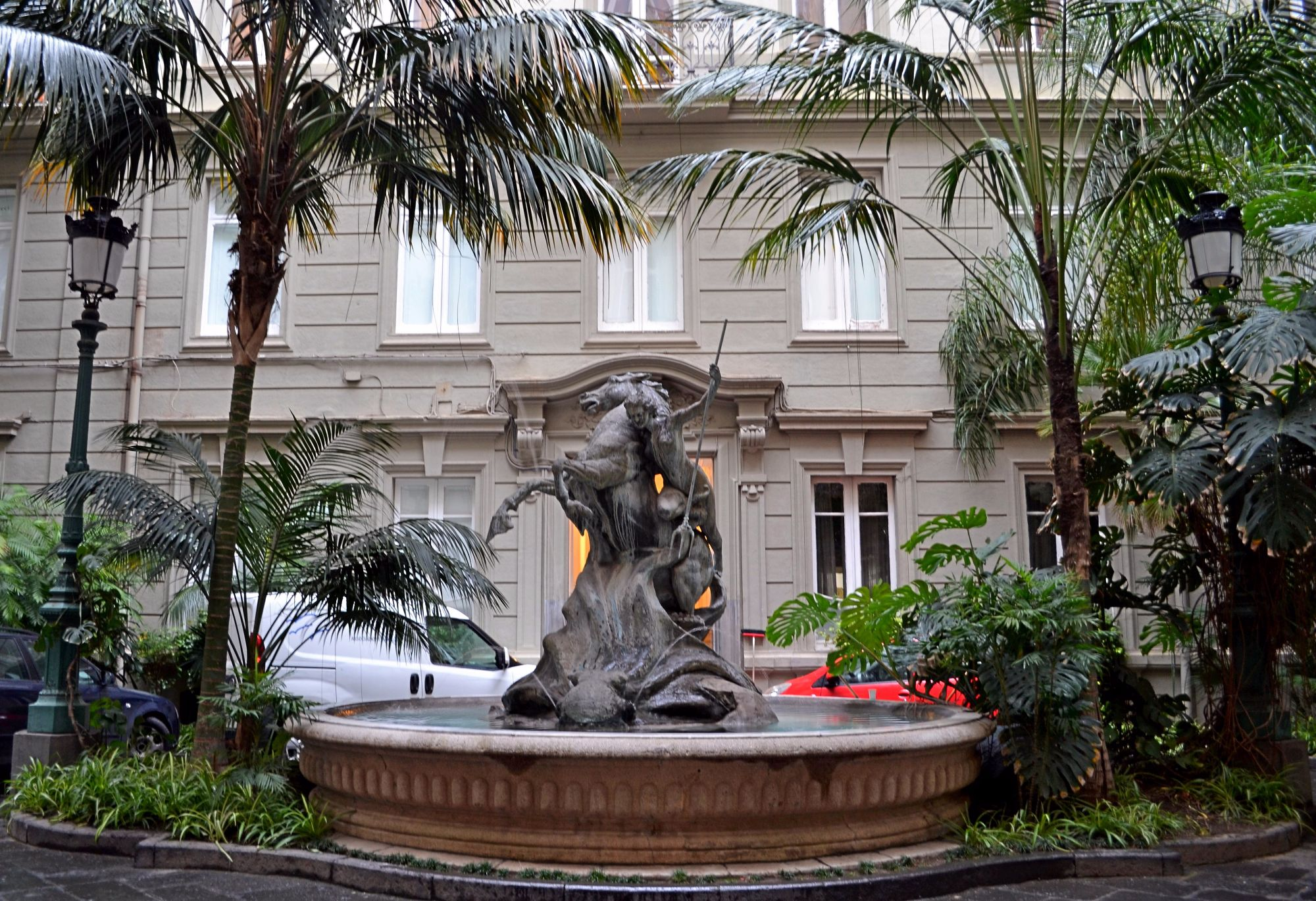
Fontaine du palais

Le Palazzo Spinelli est un édifice monumental situé à Naples, dans le quartier de Chiaia.

## Description
Construit sur six étages en style néoclassique, il est caractérisé du côté sud par des balcons ornés de demi-colonnes et de rocailles. Les balustrades en travertin légèrement arquées provoquent une forte discontinuité avec les balcons latéraux en fer forgé. Le dernier étage, séparé des autres par une corniche avec un tympan cassé, est agrémenté de fenêtres plus petites mais non moins impressionnantes.
Le jardin est intégré à la cour par une fontaine agrémentée d’une sculpture représentant un satyre chevauchant un hippocampe s’échappant des tentacules d’un céphalopode.
Le palais était la résidence du musicien Enrico De Leva qui a composé quelques œuvres avec son ami et collègue Salvatore Di Giacomo pour lequel un épigraphe a été posé à sa mémoire.